# فرودگاه بنسباچ
فرودگاه بنسباچ (به انگلیسی: Bensbach Airport) یک فرودگاه با کد یاتا BSP است . این فرودگاه در کشور پاپوآ گینه نو قرار دارد و در ارتفاع ۹ متری از سطح دریا واقع شده‌است.